# Randall Garrison
Pour les articles homonymes, voir Garrison.
Randall Garrison, né le 27 août 1951 à Lincoln (États-Unis), est un criminologue et homme politique canadien.
Il est député à la Chambre des communes de la circonscription de Esquimalt—Juan de Fuca de 2011 à 2015 et de la circonscription de Esquimalt—Saanich—Sooke de 2015 à 2025 sous la bannière du Nouveau Parti démocratique.

## Biographie
Après deux tentatives infructueuses lors des élections fédérales de 2004 et de 2006, Randall Garrison est finalement élu député à la Chambre des communes de la circonscription de Esquimalt—Juan de Fuca sous la bannière néo-démocrate lors des élections de mai 2011. Après l'abolition de la circonscription, il est réélu député dans la nouvelle circonscription de Esquimalt—Saanich—Sooke en 2015, 2019 et 2021.
Le 3 décembre 2025, il annonce son départ de la Chambre des communes pour des raisons de santé. Sa démission est effective le 31 janvier 2025.